# Scherpenissepolder
De Scherpenissepolder is een polder op het Zeeuwse eiland Tholen. De polder meet 838 ha.

## Geschiedenis
Omstreeks de 13e eeuw werd een dam in één der zeegaten, de Ee, aangelegd, en er werden twee heerlijkheden gesticht: Scherpenisse en Westkerke. In 1575 werden beide delen tot één dijkage verenigd.
De polder werd regelmatig getroffen door overstromingen en dijkval, zoals in 1570, 1645, 1671 en 1715. Uiteindelijk ging daarbij ongeveer 250 ha verloren. In 1671 ontstond bij de dijkdoorbraak een groot wiel, dat het Vischgat werd genoemd. In 1866 werd een inlaagdijk dwars door het Vischgat aangelegd, waardoor het in tweeën werd gedeeld.
De Scherpenissepolder was een calamiteuze polder vanwege de vele dijkvallen die er plaatsvonden, zoals nog in 1946.

## Natuurgebied
In het zuiden van de polder werd een natuurgebied ingericht van 172 ha, waarvan 22 ha water. Hoewel er een kort wandelpad is uitgezet, is het gebied niet vrij toegankelijk, maar de vele vogels zijn van afstand waar te nemen. Van de zeldzame vogels kunnen worden genoemd: grote franjepoot, terekruiter, bonapartes strandloper, breedbekstrandloper, gestreepte strandloper, kleine geelpootruiter en blauwvleugeltaling.